# Franck Monnier
 (février 2024).
Pour les articles homonymes, voir Monnier.
Franck Monnier, né en 1974 à Aulnoye-Aymeries, est un égyptologue français.

## Formation et carrière
Franck Monnier est spécialisé dans les questions d'architecture et de construction en Égypte antique. Ses domaines de prédilection sont l'architecture funéraire de la période archaïque au Moyen Empire, l'architecture militaire, ainsi que les sciences dans l'Égypte antique. Il a mené de nombreuses recherches sur l'architecture militaire et funéraire d'une part, et sur les connaissances mathématiques et astronomiques, d'autre part.
Il a été collaborateur scientifique de l'université catholique de Louvain, Institut des Civilisations, Arts et Lettres (INCAL) de 2010 à 2014. 
Depuis 2015, il est membre associé à l'équipe « Égypte nilotique et méditerranéenne » de l’Unité Mixte de Recherche (UMR) 5140 de l'université Paul-Valéry-Montpellier-III.
Il est l'auteur de plusieurs monographies et articles scientifiques.
Il est le co-créateur et co-éditeur de la revue scientifique en ligne The Journal of Ancient Egyptian Architecture.
En 2021, il lance une campagne de crowdfunding (financement participatif) afin de reconstituer le palais d'Amenhotep III à Malqata en produisant des visites virtuelles en 3D qui seront gratuitement disponibles sur un site internet.

## Publications

### Monographies
- L’univers fascinant des pyramides, Dijon, Faton, 2021.
- Les forteresses égyptiennes, du prédynastique au Nouvel Empire [détail des éditions]. Préfacé par le professeur Gregory Mumford (Université de Birmingham)Franck Monnier a obtenu le Prix 2010[4] du History Fortification Study Centre[5]pour cet ouvrage.
- Vocabulaire d'architecture égyptienne [détail des éditions]. Près de neuf-cents termes spécifiques à l'architecture égyptienne, avec la traduction en anglais et le terme en égyptien, agrémentés de nombreux schémas explicatifs et de photographies en couleur.
- L'ère des géants. Une description détaillée des grandes pyramides d'Égypte, Paris, De Boccard, 2017.
- Dans le secret des bâtisseurs égyptiens, Arles, Errance & Picard.
- Thierry-Louis Bergerot et Franck Monnier, Le grand palais d'Amenhotep III : Histoire d'une renaissance, Marseille, Égypte, Afrique et Orient (ISSN 1276-9223).

### Éditions
- The Journal of Ancient Egyptian Architecture.

### Articles scientifiques
- « La signification des enceintes à redans dans les forteresses nubiennes du Moyen Empire », 17 p. dans : Göttinger Miszellen : Beiträge zur ägyptologischen Diskussion, volume 228,  (ISSN 0344-385X), 2011, p. 33-49 lire en ligne.
- « À propos du couvrement de la chambre dite du Roi dans la pyramide de Khéops », 16 p. dans : Göttinger Miszellen : Beiträge zur ägyptologischen Diskussion, volume 231,  (ISSN 0344-385X), 2011, p. 81-96 lire en ligne.
- « Quelques réflexions sur le terme jnb », Égypte Nilotique et Méditerranéenne (ENiM), 5, 2012, p. 257-283 lire en ligne.
- « Proposition de reconstitution d'une tour de siège de la XIe dynastie », dans : Society for the Study of Egyptian Antiquities. Journal, Vol. 39, 2012-2013

lire en ligne.
- « Tours de guet et tours swnww dans la campagne égyptienne », dans : Res Antiquae, Vol. 10, 2013 lire en ligne.
- « Les narines au-dessus de leurs murs (ligne 9 de la stèle II de Kamosé) », dans : Göttinger Miszellen : Beiträge zur ägyptologischen Diskussion, Vol. 236, no. 1, 2013 lire en ligne.
- « La houe et la forteresse... finalement, acte de fondation ou de destruction ? », Égypte Nilotique et Méditerranéenne (ENiM), 6, 2013, p. 243-256 lire en ligne.
- « The construction phases of the Bent Pyramid at Dahshur. A reassessment », (Franck Monnier et Alexander Puchkov), Égypte Nilotique et Méditerranéenne (ENiM), 9, 2016, p. 15-36lire en ligne.
- « The use of the 'ceremonial' cubit rod as a measuring tool. An explanation» (Franck Monnier, Jean-Pierre Petit et Christophe Tardy), JAEA 1, 2016, p. 1-9 lire en ligne.

### Articles de vulgarisation
- « L'art du siège dans l'Égypte ancienne », dans : Pharaon Magazine, no Hors série 1, p. 30-31, avril 2010.
- « La protection des sépultures royales. La réalité au-delà du mythe : 1re partie », dans : Pharaon Magazine, no Hors-série 2, p. 48-51, décembre 2010 lire en ligne.
- « La protection des sépultures royales : 2e partie », dans : Pharaon Magazine, no 5, p. 14-17, février 2011 lire en ligne.
- « Un chef-d'œuvre en péril : la Grande Excavation de Zawiyet el-Aryan », dans : Pharaon Magazine, no 4, p. 56-59, janvier 2011 lire en ligne.
- « Le Canal des Pharaons », dans : Pharaon Magazine, no 8, janvier-mars 2012 lire en ligne.

### Dessins

Quelques dessins utilisés dans les différents articles sur l'Égypte antiqueVoir la liste complète sur Commons
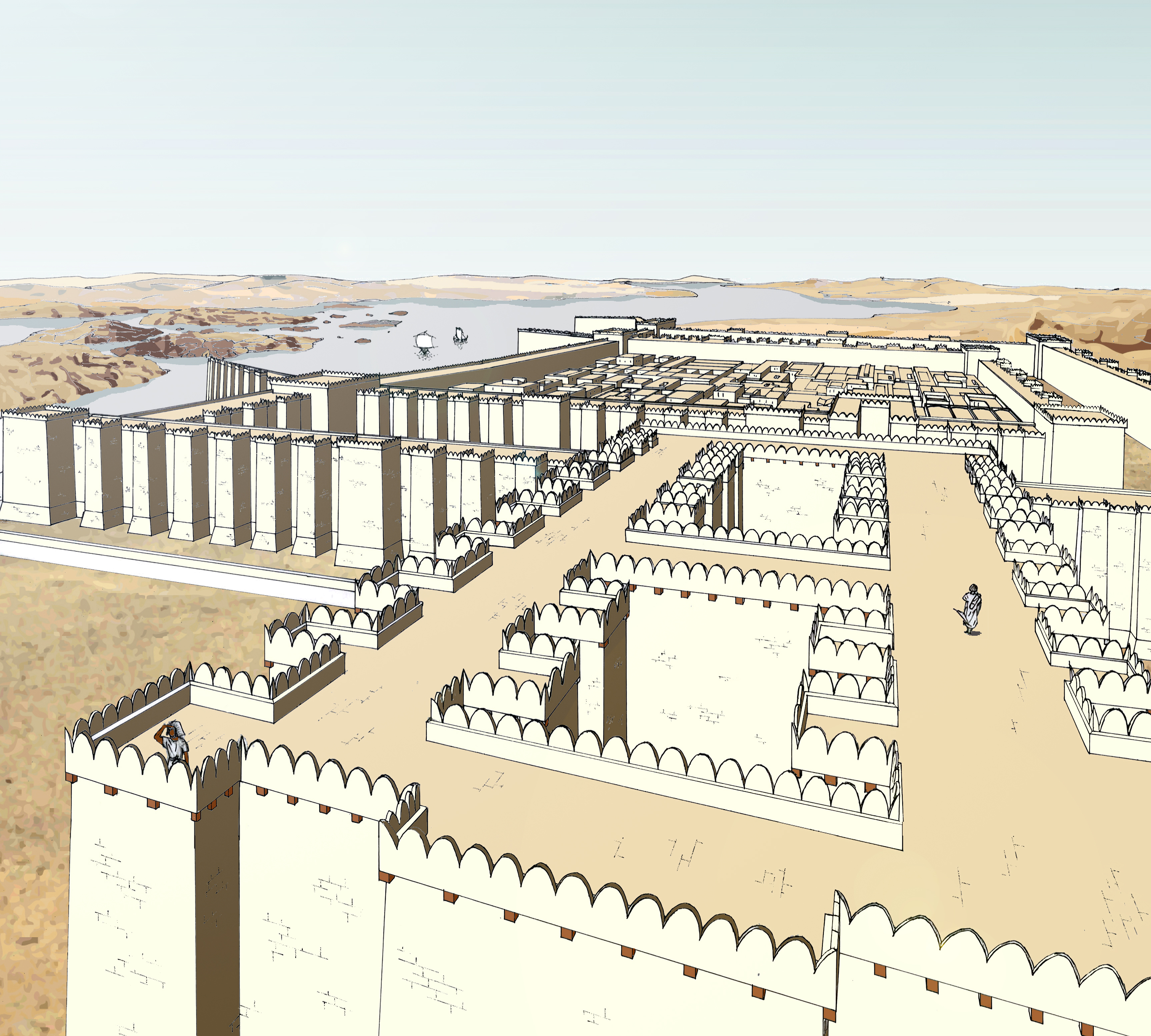
Reconstitution de la forteresse de Mirgissa (Moyen Empire), vue vers le sud
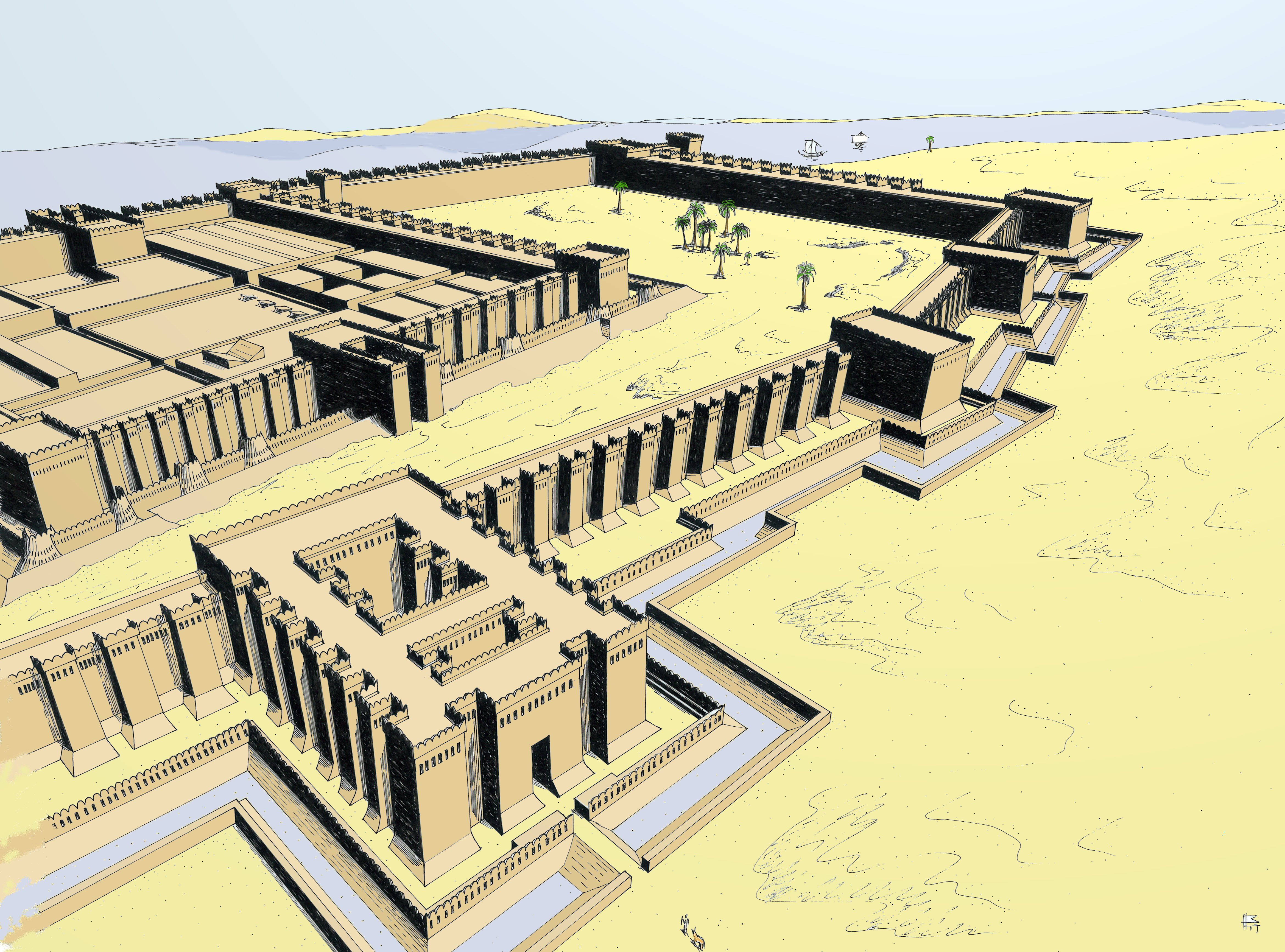
Reconstitution de la forteresse de Bouhen (Moyen Empire), vue vers le sud
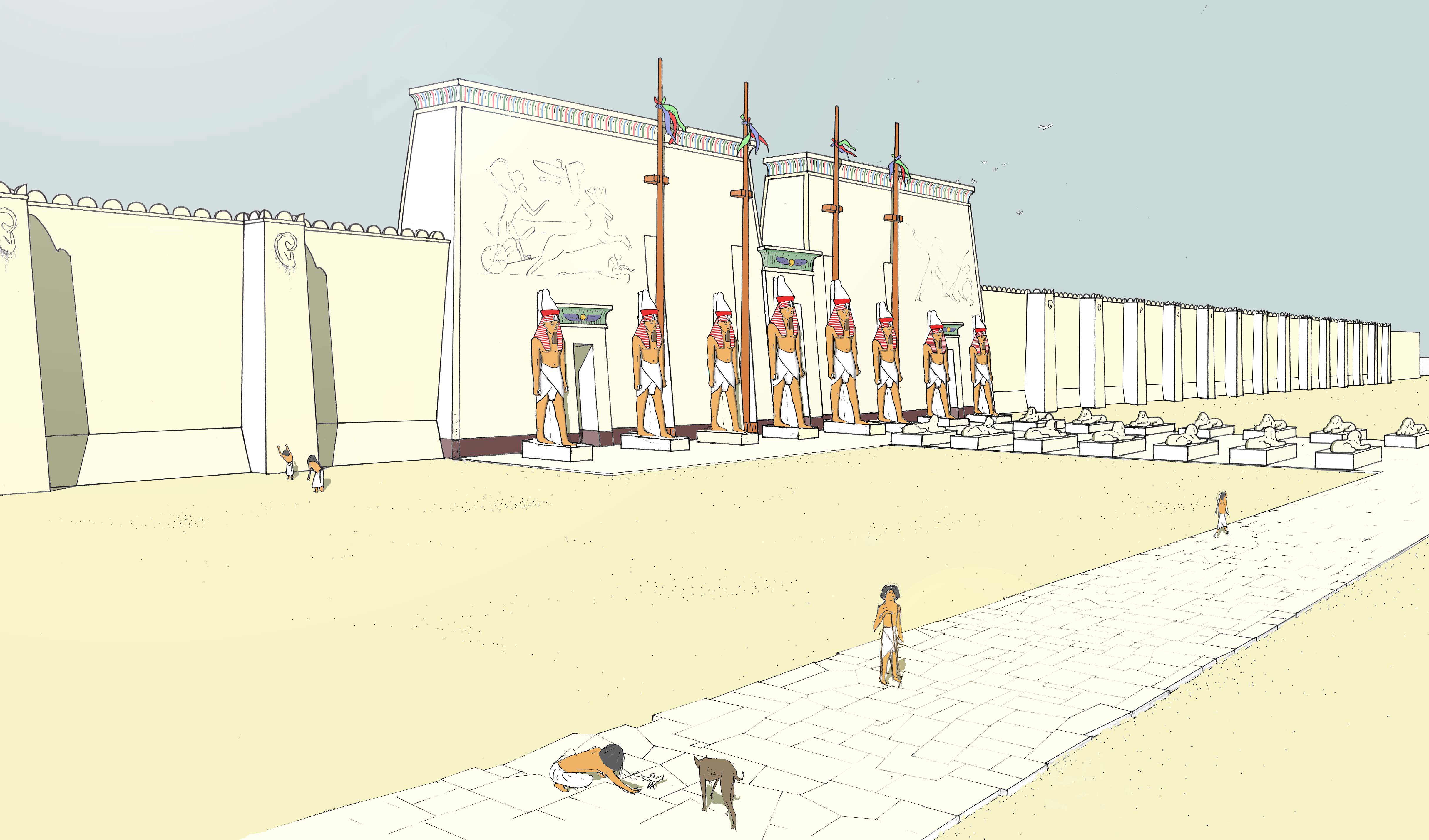
Temple de Ptah à Memphis (XIXe dynastie)
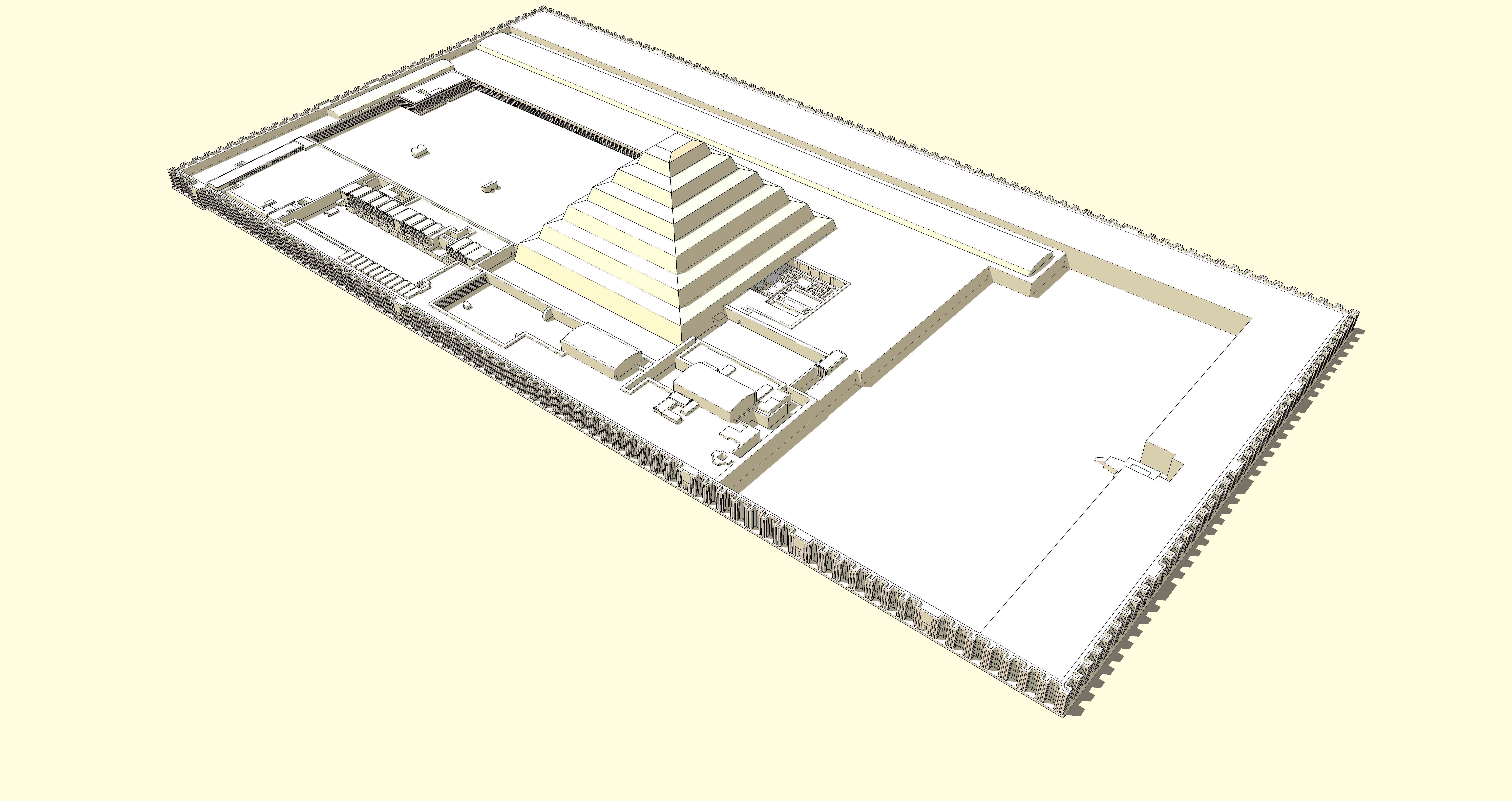
Restitution du complexe funéraire de Djéser, vue vers le sud-ouest
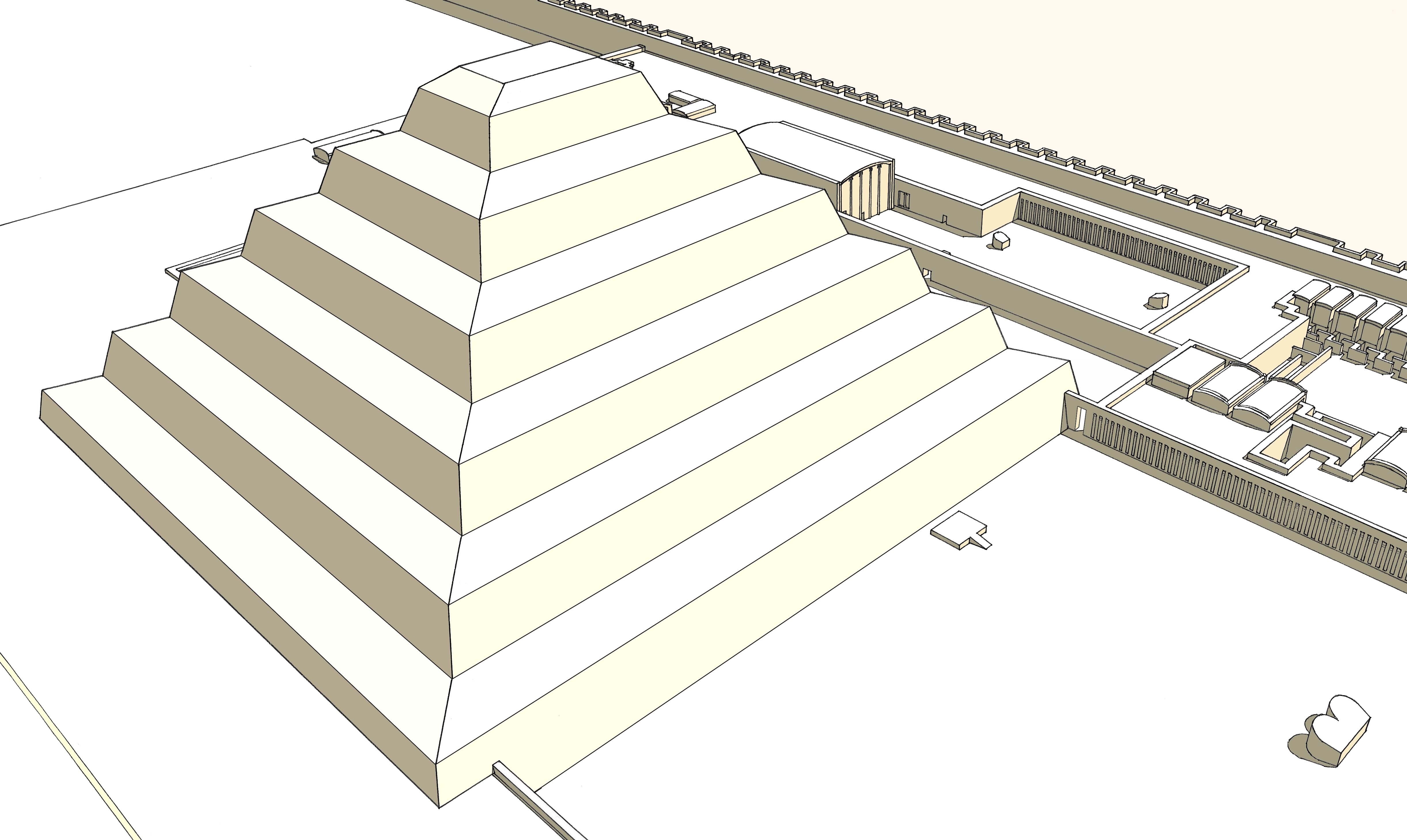
Vue en perspective de la pyramide de Djéser
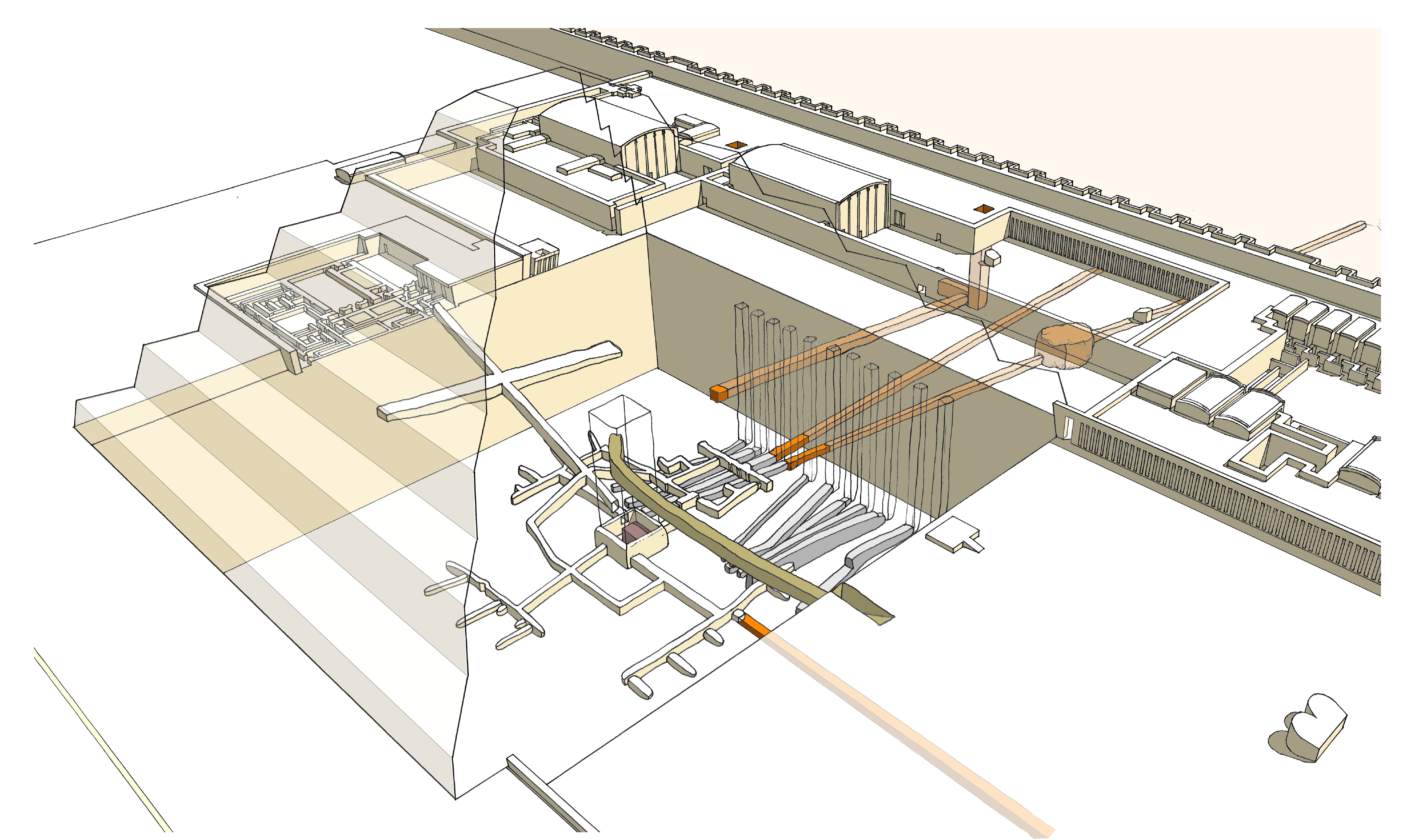
Vue en perspective des infrastructures de la pyramide de Djéser (en vert, la galerie d'époque Saïte)